# Andrzej Spot
Andrzej Dunin Spot herbu Łabędź (zm. w 1560) – ksiądz katolicki, cysters, opat mogilski i wąchocki, kanonik krakowski, biskup pomocniczy krakowski w latach 1547–1560.

## Życiorys
Pochodził z Prus. Prekonizowany biskupem pomocniczym krakowskim i biskupem tytularnym Laodycei we Frygii 23 marca 1547. W 1544 otrzymał od papieża Juliusza III dyspensę na płacenie dochodów sufraganii i opactwa mogilskiego. W 1549 król Zygmunt August potwierdził na jego prośbę przywileje tego opactwa. Zmarł po 5 marca 1560.